# Rochester Special
Rochester Special war eine US-amerikanische Automarke.

## Markengeschichte
C. P. Smith & Company war ein Autohaus aus Rochester im US-Bundesstaat New York. 1910 wurde das erste eigene Automobil gefertigt, das im Februar 1910 auf der Rochester Automobile Show präsentiert wurde. Der Markenname lautete Rochester Special. Eine Produktion in großem Umfang war geplant. Daraus wurde jedoch nichts. Es entstanden nur wenige Fahrzeuge. Noch im gleichen Jahr endete die Produktion.

## Fahrzeuge
Im Angebot stand nur ein Modell. Es wird als großes Fahrzeug beschrieben. Die Räder hatten einen Durchmesser von 40 Zoll. Der Motor kam von Herschell-Spillman. Es war ein Sechszylindermotor mit 75 PS Leistung.